# Oleandra bradei
Oleandra bradei är en ormbunkeart som beskrevs av Hermann Christ. Oleandra bradei ingår i släktet Oleandra och familjen Oleandraceae. Inga underarter finns listade.